# Chama Temmami
Chama Temmami, née le 5 août 2000 à Alger, est une gymnaste artistique algérienne.

## Carrière
Elle est médaillée de bronze par équipes aux  Championnats d'Afrique de gymnastique artistique 2016 et aux Championnats d'Afrique de gymnastique artistique 2018.
Elle est médaillée d'argent par équipes aux Jeux africains de 2019.
Elle est médaillée de bronze par équipes aux Championnats d'Afrique de gymnastique artistique 2022 au Caire ainsi qu'aux Championnats d'Afrique de gymnastique artistique 2023 à Pretoria.